# 14158 Alananderson
A 14158 Alananderson (ideiglenes jelöléssel 1998 SZ133) a Naprendszer kisbolygóövében található aszteroida. A LINEAR projekt keretében fedezték fel 1998. szeptember 26-án.